# Свети Никола (Гложене)
Вижте пояснителната страница за други значения на Свети Никола.
„Свети Никола“ или „Свети Николай“ е православна църква в село Гложене (област Ловеч), България, построена през Късното средновековие и възобновена през 1836 г. Обявена е за паметник на културата от местно значение.

## История
Въз основа на частично запазен най-долен слой стенописи църквата „Свети Никола“ е датирана най-общо от Късното средновековие. Обновена е през 1836 г. Църквата е гробищна и в миналото енорийска. Към 2017 година църквата е в полуразрушено състояние и в същата година е обявена за архитектурно-строителна и художествена недвижима ценност от Възраждането с категория от местно значение. Все още не са предприети консервация и реставрация.

## Архитектурен тип
В архитектурно отношение е еднокорабна, едноапсидна църква без притвор. Размерите ѝ са: дължина 16,20 m с апсидата, широчина 8,54 m, дебелина на стените 1 m. Градежът е от ломен и обработен камък, включително бигор, който се добива наблизо, в ъглите. В горната част на западната стена има кръгъл прозорец с ажурна каменна решетка. На ъгловите камъни в горните части на фасадните стени и над прозореца на западната стена са издялани релефни кръстове. Върху арката на западния вход има полусфера.

## Стенописи
В долните части на апсидата и в цокъла на южната и източна стена на олтара има долен слой късносредновековни стенописи, фрагментарно запазени, което не позволява по-точното им датиране. Горният слой запазени стенописи е от обновяването през 1836 г., покривали са стените на олтара зад иконостаса. Има и частично запазено патронно изображение в нишата над западния вход. Предполага се, че стенописите са дело на зографите, изработили икони за църквата, и това е станало през 1836 г. или скоро след това. Останалата част на наоса е покрита с варна бадана, върху която в горната част на западната стена е изписан кръст.

## Ктиторски надпис
Върху каменна плоча над вратата на западната фасада има надпис, издълбан в камъка, в който са споменати ловчанският епископ Дионисий (1827 – 1845) и църковни настоятели, вероятно и ктитори на храма. Датата 6 август 1836 г. вероятно документира завършването или освещаването на възобновения храм. Разчита се следното:„(се)не 1836 / (а)вгусъ д 6 /... олюбиви епи деонисиѧ/ (н)астоѧтелъ иото цочо/...чи гено иото нено/...о“ 

## Иконостас
Иконостасът на църквата е демонтиран и се съхранява в новата църква на Гложене „Свети Димитър“. Дърворезбата му е в стила на Тревненската школа. Иконите от апостолския ред, както и две големи икони: Св. Харалампий и св. Николай (на гърба ѝ е изписана 1836 г.) и Възнесение на пр. Илия, вероятно са творби на зографа Иван Попрайков (Йоан Попович), за когото П. Стефанов пише, че след 1832 г. е работил в редица селища, сред които и Гложене. Според Иванка Гергова друг комплект от пет големи икони е бил изпълнен през 1835 г. от румънския зограф Войко от Питещи и негов сътрудник. Поне част от тези икони сигурно са били в царския ред на иконостаса.

## Галерия
- Стенописи в олтарната част
- Сретение
- Арх. Гавриил
- Външен вид
- Фриз св. 40 мъченици, ап. Филип и ап. Иаков
- Богородица Ширшая небес
- Богородица на трон с Младенеца
- Руините на църквата